# At the Heart of It All
 (mars 2017).
Si vous disposez d'ouvrages ou d'articles de référence ou si vous connaissez des sites web de qualité traitant du thème abordé ici, merci de compléter l'article en donnant les références utiles à sa vérifiabilité et en les liant à la section « Notes et références ».
Albums de Capercaillie
Roses and Tears
(2008)
At the Heart of It All est un album studio du groupe de musique folk et musique celtique écossais Capercaillie. Il paraît le 12 août 2013 au Royaume-Uni sous le label Vertical Records, créé en 1999 par Dòmhnall Seathach (musicien écossais, compositeur, producteur et l'un des membres fondateurs du groupe).

## Présentation
La parution de At the Heart of It All coïncide avec les 30 ans d'existence du groupe. En effet, Capercaillie a été fondé en 1983, alors que ses premiers membres étaient encore lycéens à Oban (Écosse)[réf. nécessaire].
À l'occasion de cette célébration, le groupe a invité d'autres interprètes et musiciens à participer à l'enregistrement de leur album.
Il comporte onze titres, certains composés de plusieurs morceaux, la plupart comme à l'habitude étant des reprises de chants gaéliques ou d'airs traditionnels arrangés par le groupe : des reels, des òran-luaidh, des jigs, etc.

## Liste des titres
| 1.    | S' Och a' Dhomhnaill Òig Ghaolaich (Waulking Song) | 4:05 |
| 2.    | The Strathspey Set                                 | 4:44 |
| 3.    | Ailein Duinn Nach Till Thu an Taobh-Seo            | 4:04 |
| 4.    | The Jura Wedding Reels                             | 3:46 |
| 5.    | At the Heart of It All                             | 4:59 |
| 6.    | Abu Chuibhl' (Spinning Song)                       | 3:44 |
| 7.    | The Marches                                        | 4:34 |
| 8.    | Nighean Dubh Nighean Donn                          | 4:34 |
| 9.    | Fainne an Dochais (Ring of Hope)                   | 5:12 |
| 10.   | Cal's Jigs                                         | 4:10 |
| 11.   | Lament for John 'Garve' MacLeod of Raasay          | 4:46 |
| 48:38 |                                                    |      |

## Crédits

### Membres du groupe
- Karen NicMhàthain : chant
- Charlie McKerron : fiddle (violon)
- Manus Lunny : guitare, bouzouki, chant
- Dòmhnall Seathach : claviers (piano), accordéon, chant
- Ewen Vernal : basse, chant
- Michael McGoldrick : flûte, flûtes irlandaises, uilleann pipes

### Invités
Chanteurs
- Julie Fowlis, Kathleen MacInnes, Darren MacLean, Sineag MacIntyre et Kris Drever.

Musiciens
- James Mackintosh, David Robertson : percussions
- Jarlath Henderson : cornemuse irlandaise (uilleann pipes)
- Aidan O'Rourke : fiddle
- Paul Towndrow, Tommy Smith : saxophone
- Michael Owers : trombone
- Gerry O'Conner : banjo
- Ryan Quigley : trompette

### Équipes technique et production
- Production : Capercaillie, Donald Shaw
- Arrangements : Capercaillie, Ryan Quigley
- Enregistrement : Manus Lunny, Kevin Burleigh
- Mastering : Frank Arkwright
- Mixage : Tony Doogan
- Artwork (Design) : James Morrison
- Photographie : Con Kelleher, James Morrison